# SKイノベーション

## 概要
SKイノベーション（エスケイイノベーション、英称：SK Innovation Co., Ltd.）は、韓国の大手石油企業。1962年5月に大韓石油公社として設立、1980年に鮮京グループ（SKの前身）が買収する形で民営化。油公、SK、SKエネルギーを経て2011年に現社名となる。本社はソウル特別市鍾路区。

## 歴史
- 1962年 - 大韓石油公社を設立。
- 1968年 - 潤滑油配合工場を稼動。
- 1970年 - ガルフ石油社が株式50％及び経営権を買収。
- 1972年 - ナフサ分解工場を竣工。
- 1980年 - 鮮京グループへの買収。民営化。
- 1984年 - 株式会社 油公に社名変更。
- 1985年 - 大韓石油持株を合併。
- 1997年 - SK株式会社に社名変更。
- 1999年 - 積立式割引サービス OK Cashbagサービスに開始。
- 2004年 - SK中国投資有限公司設立。
- 2007年 - SKエネルギーに社名変更。
- 2008年 - SK仁川精油を合併。
- 2011年 - 現在の社名に変更。
- 2021年 - SKオンとSKアースオンで各独立法人を公式発足。

## 主な製品
- 石油製品
- 石油化学製品
- クリーン灯油
- 潤滑油